# New Post
New Post é uma Região censo-designada localizada no estado norte-americano de Wisconsin, no Condado de Sawyer.

## Demografia
Segundo o censo norte-americano de 2000, a sua população era de 367 habitantes.

## Geografia
De acordo com o United States Census Bureau tem uma área de
71,0 km², dos quais 52,7 km² cobertos por terra e 18,3 km² cobertos por água. New Post localiza-se a aproximadamente 405 m acima do nível do mar.

## Localidades na vizinhança
O diagrama seguinte representa as localidades num raio de 16 km ao redor de New Post.